# Oz Clarke
Oz Clarke (født 1949) er en anerkendt vinanmelder og -ekspert. Han var indtil 1984 sanger og skuespiller, men vin overtog hans liv, og han har siden skrevet meget om emnet og vundet mange internationale priser som Wine Magazine Book of the Year og Wine Guild of the United Kingdom Wine Writer.